# クラカタウ (機雷敷設艦)

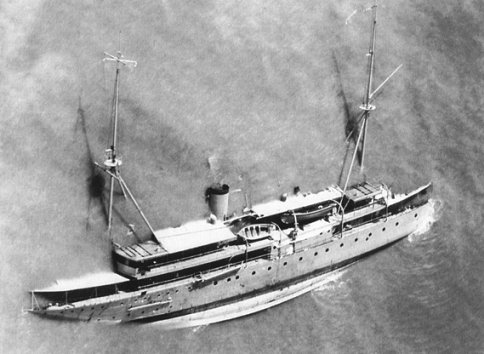

クラカタウ（オランダ語: Hr.Ms. Krakatau）は、オランダ海軍機雷敷設艦。艦名はクラカタウ火山が由来となっている。
1923年2月3日起工、1924年2月2日進水、1924年12月11日就役。スラバヤで建造。1932年10月11日スラバヤ沖で転覆、1932年12月4日に浮揚し修理後1934年9月4日再就役。第二次世界大戦に参加、機雷敷設に従事。1942年3月8日若しくは9日マドゥラ島沖で自沈。
排水量982トン、全長65メートル、速力15.5ノット、機雷150個搭載。兵装は7.5cm高角砲2門、12.7mm機銃2門